# Mota-Engil
Mota-Engil es un conglomerado industrial portugués. Sus principales actividades incluyen ingeniería civil y construcción de infraestructuras (incluyendo puentes, presas, edificios industriales, escuelas, chimeneas y carreteras), energía y trabajos de acero (incluyendo estructuras de acero, equipamiento para energía y electricidad), concesiones de transporte y servicios medio ambientales (gestión de residuos, tratamiento de aguas). También se ocupa de logística, comercio minorista y almacenamiento. La compañía tiene operaciones en Europa, África y América.
Mota-Engil SGPS, la compañía holding del grupo es listada en el PSI-20, el principal índice de la bolsa Euronext Lisboa.

## Historia
En junio de 1946, Manuel António da Mota fundó Mota & Companhia en Amarante. Ese mismo mes y año abrió una sucursal en Angola. Hasta 1974 las actividades de Mota & Companhia se centraron en el territorio de Angola, en un principio en el área de la exploración y transformación de la madera y después, a partir de 1948, también en el área de la construcción y obras públicas. En 1952, fue adjudicada a Mota & Companhia a ejecución del Aeropuerto Internacional de Luanda, la primera gran obra pública a ser ejecutada por la empresa en este territorio, entonces bajo administración colonial portuguesa.
Por iniciativa de Fernando José Saraiva y António Lopes de Almeida, y es fundada en el mismo año en Lisboa Engil, Sociedade de Engenharia Civil, Lda. Con la entrada en la empresa de Simões Cúcio y António Valadas Fernandes, Engil conoce a partir de 1954 un nuevo impulso y renovado dinamismo.
En 1961, a las actividades de Engil, hasta entonces centradas en la región de Lisboa, inician su dispersión por otras regiones del territorio portugués, a través de la adjudicación de la Escuela Industrial y Comercial de Castelo Branco y de la construcción, en Mirandela, del puente sobre el río da Ponte sobre el río Túa. En el año 1969 la empresa firma un contrato con Siemens-Baunnion, por el cual Engil adquiere la patente exclusiva para Portugal del sistema de encofrado deslizante Siemcrete, que le permitió ejecutar a partir de esta fecha un sinnúmero de grandes obras de silos y chimeneas. En el crecimiento de sus operaciones, fue igualmente creada en la ciudad de Oporto la delegación Norte de la empresa.

### Actividades en África
En 1975 Mota & Companhia expande sus actividades en otros países africanos, iniciando en Namibia la construcción de la presa de Dreihuk. En Botsuana, fue responsable de la construcción de la ciudad de vacaciones Sun City Resort y de la carretera Matooster – Bierkraal. Posteriormente, en Suazilandia, construyó la carretera entre Lonhlupheko – Lomahasha. Con este conjunto de construcciones Mota & Companhia inicia un proceso de progresiva internacionalización de sus actividades y negocios.
El año 1976 es señalado por el relanzamiento de Mota & Companhia en Portugal, a través de la adjudicación de una pequeña presa en Lucefecit, Alentejo. Poco después, Mota & Companhia surge adjudicataria de los trabajos de regularización del Bajo Mondego, que permitió lanzar la empresa como constructora de grandes proyectos nacionales, convirtiéndose en breve en la tercera mayor empresa portuguesa del sector. En 1978, con una asociación con la empresa Retosa, con sede en Caracas, Venezuela, Engil participó durante dos años en la construcción de fábricas y en la presa del río Guri, en aquel país. A partir de 1980, Mota & Companhia expandió sus operaciones en la República Popular de Angola. En este año, como socio del estado angoleño, creó la empresa Construção de Terraplanagens Paviterra, UEM. Mota & Companhia y Paviterra fueron durante varios años las dos únicas estructuras empresariales de construcción de obras públicas en Angola.
En agosto de 1987 Mota & Companhia, sociedad limitada, se transformó en sociedad anónima, y puso el 12% de su capital en el mercado pública y solicitó su admisión en la bolsa de valores de Lisboa. En el mismo año se constituye Engil SGPS, procurando dar respuesta a la evolución del mercado de obras públicas y privadas y a la necesidad de diversificación de sus actividades. En los años siguientes fueron adquiridas las empresas Sociedade de Empreitadas Adriano (1988), Gerco - Sociedade de Engenharia Eletrotécnica, SA (1990) y Ferrovias e Construções (1991). El año 1987 es marcado por la construcción de la presa de Lindoso.
Con la entrada en el mercado angoleño en 1989, es relanzado el proceso de internacionalización de Engil. En los años 1993, 1994 y 1996, se da un nuevo impulso al proceso de internacionalización, con las entradas respectivamente en los mercados de Mozambique, Alemania y Perú. A partir de 1990, Mota & Companhia emprende un proceso de diversificación de sus actividades. Entra en los negocio de la promoción inmobiliaria, señalización de carreteras, prefabricación de elementos estructurales, cerámica, asfaltos, comercialización de vehículo y equipamientos, transporte marítimo e industrias de pinturas.
En 1994 Mota & Companhia integra el consorcio constructo del Puente Vasco da Gama en Lisboa, ligando los márgenes norte y sur del río Tajo. El año es marcado por la continuación de la diversificación de los negocios de la empresa a través de la entrada en las concesiones de transporte, en asociación con otras empresas de referencia. Es así constituida Lusoponte, empresa concesionaria de los cruces viarios del río Tajo aguas abajo de Vila Franca de Xira.

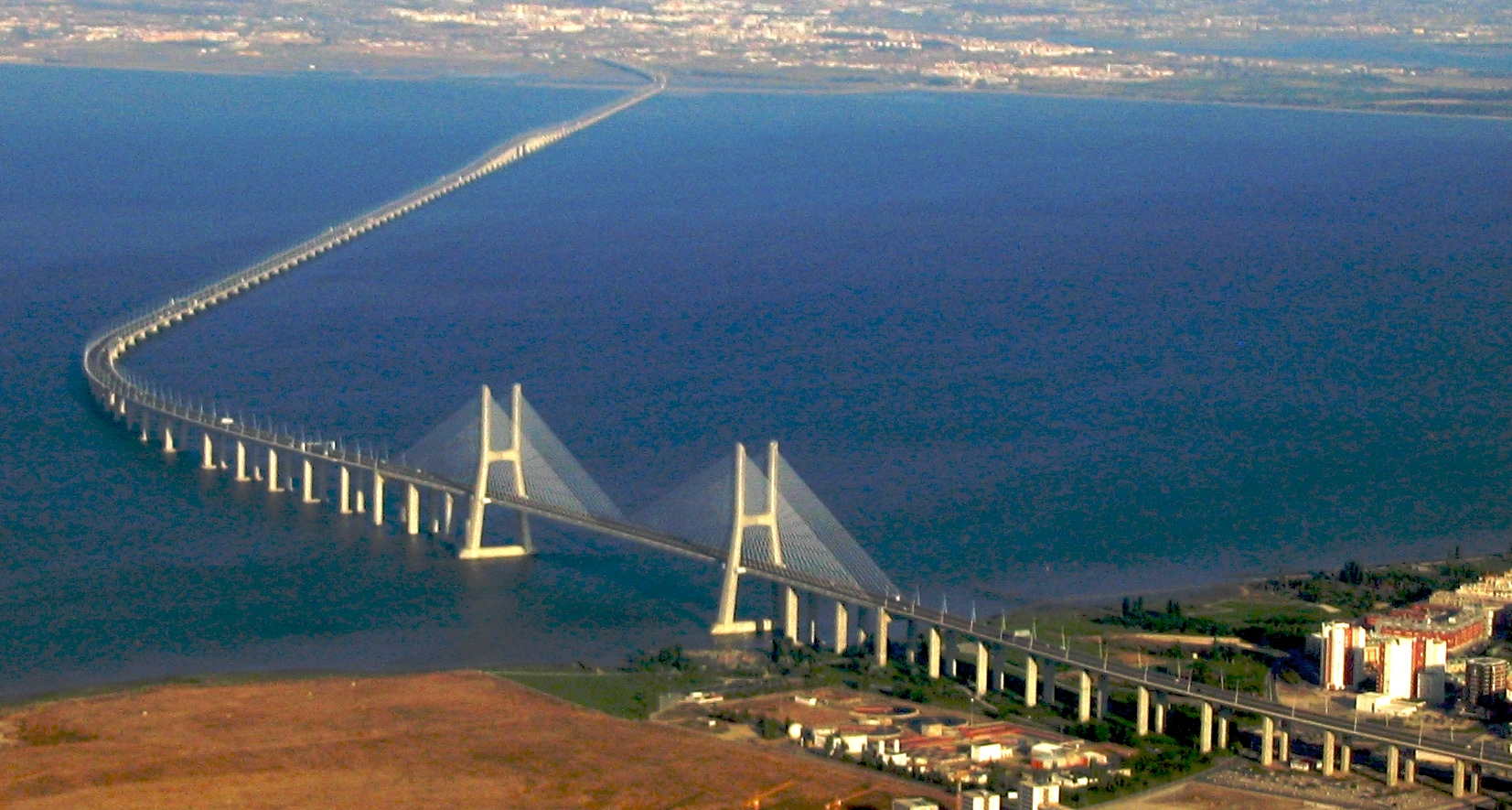
Puente Vasco da Gama, Lisboa
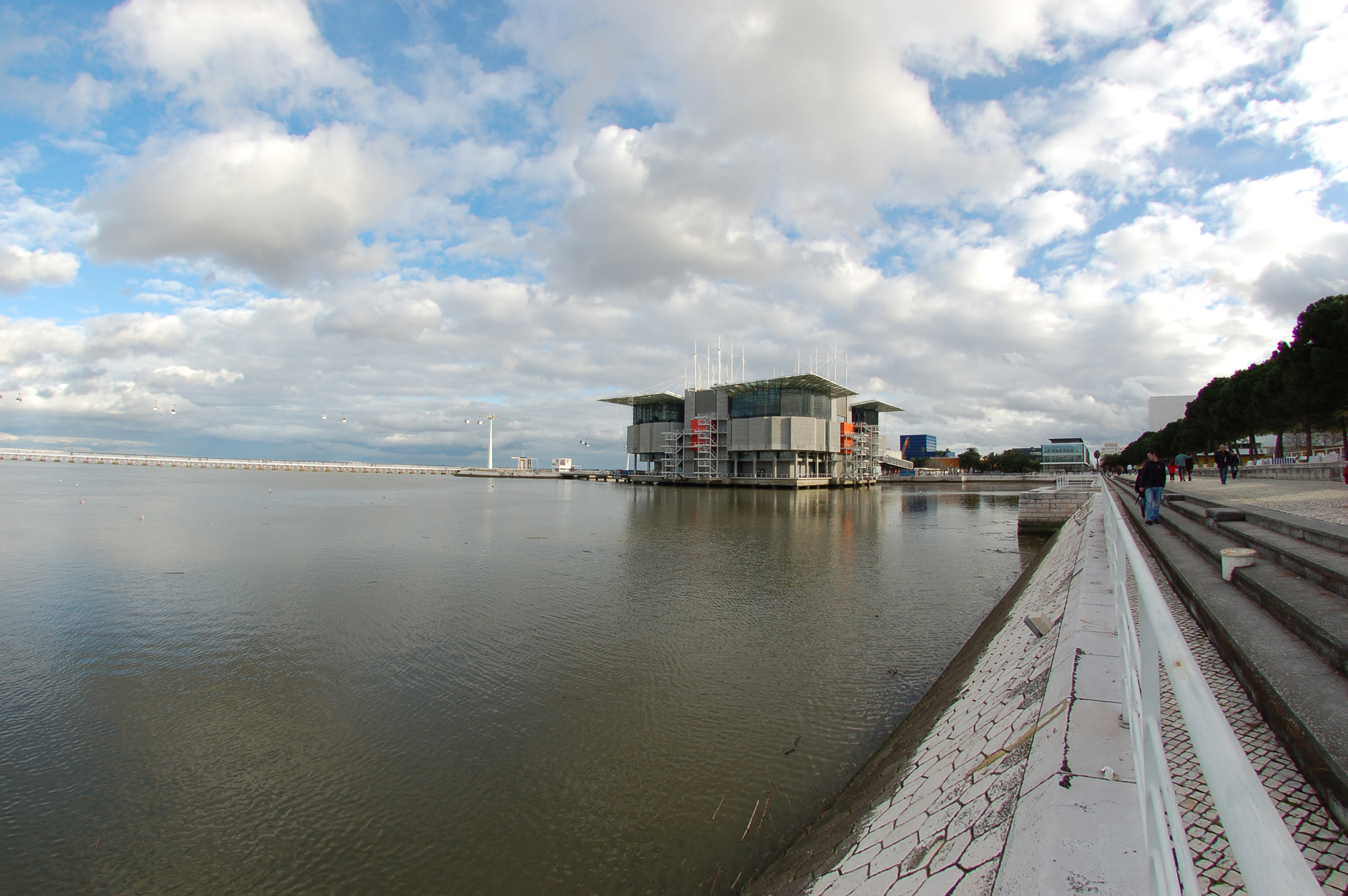
Oceanáreo, Lisboa
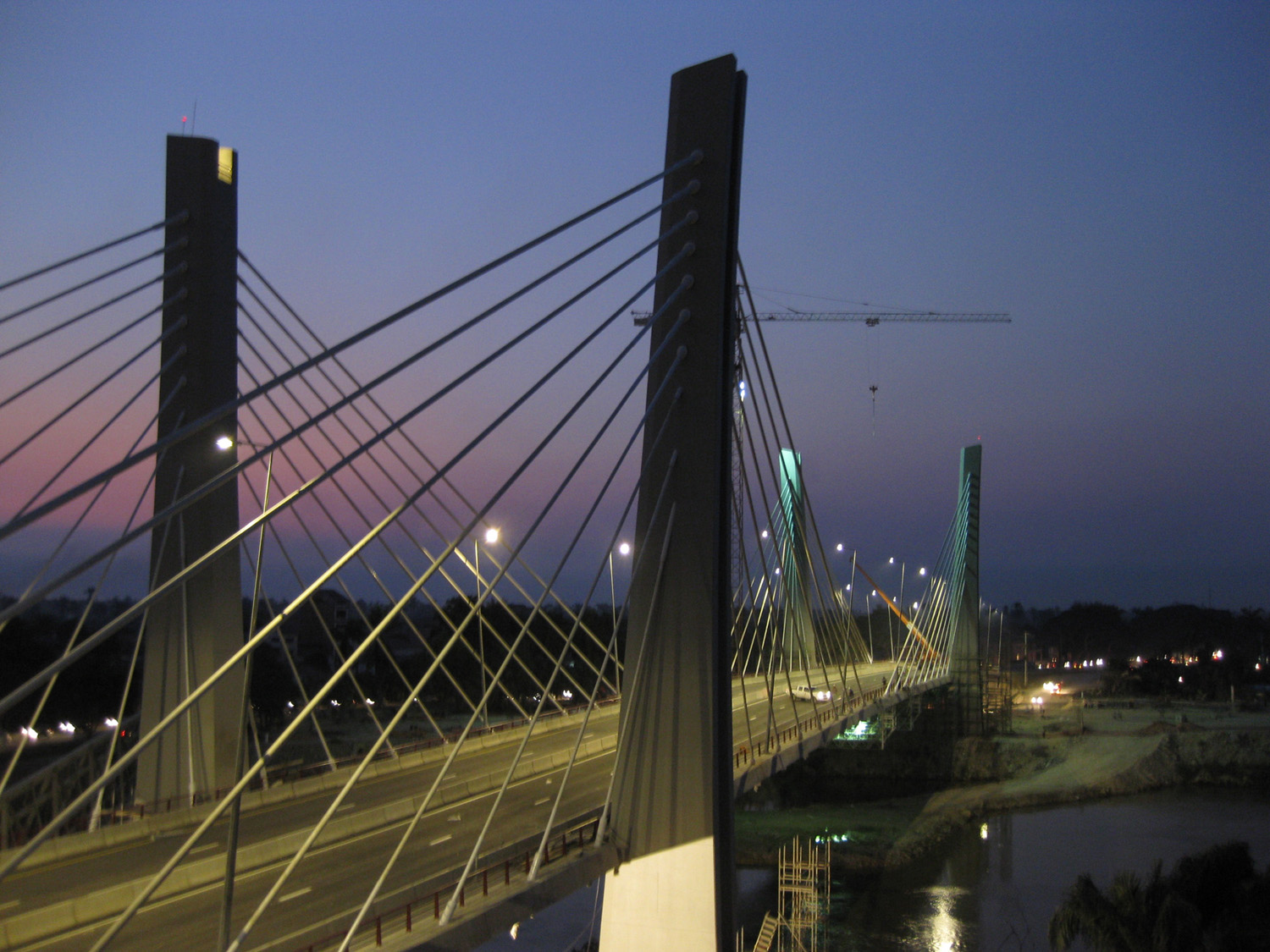
Puente de la Catumbela, Angola
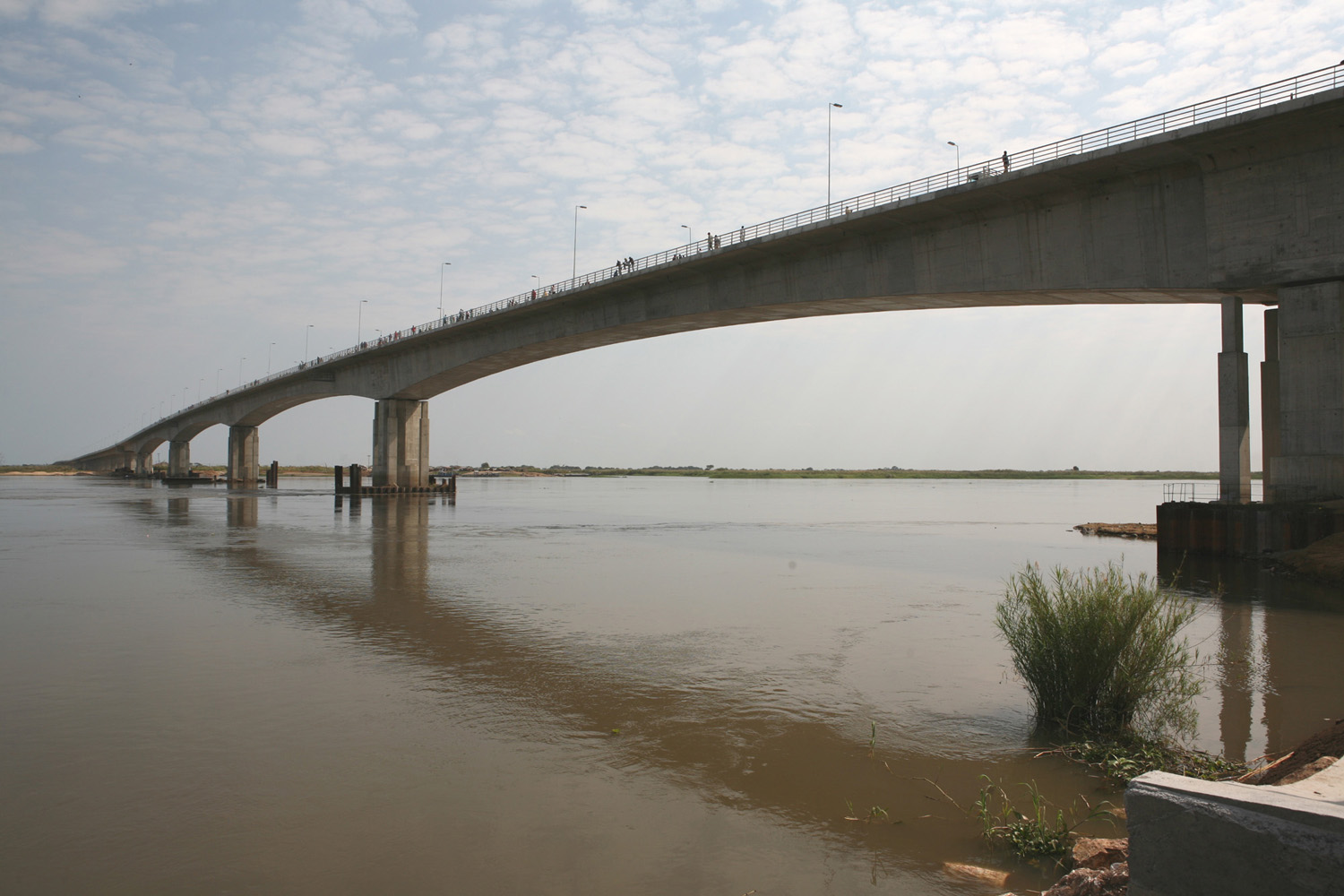
Puente Armando Guebuza, Mozambique

El 23 de julio de 1999, las empresas del universo de la familia Mota lanzan una Oferta Pública de Adquisición sobre la totalidad del capital de Engil SGPS, del que resultó ya en el año 2000 la formación del Grupo Mota-Engil. En 2002, la fusión de las empresas del grupo da origen a la mayor constructora portuguesa. Simultáneamente, intensifica su estrategia de diversificación, con énfasis en los sectores de las concesiones de transporte y medio ambiente y servicios. En 2003 son definidas cuatro áreas de negocio autónomas.

### Expansión en Europa del Este
En términos internacionales se asiste a un refuerzo de la cartera de contrataciones en Europa del Este. Después de la fusión de las dos asociadas del Grupo, se constituyen Mota-Engil Polsaka, dando origen a la cuarta mayor constructora en operar en Polonia. En 2005 Mota-Engil pasó a ser cotizada en el PSI-20, el principal índice de Euronext Lisboa. A final de 2006, a través de Mota-Engil Ambiente e Serviços, el Grupo Mota-Engil adquirió una posición de control en el Grupo Tertir, entrando así en el sector logístico y portuario.
En 2007, la participada del Grupo Mota-Engil, Martifer SGPS, solicitó la admisión de la negociación de sus acciones en el mercado de Euronext Lisboa.
En 2008 es constituida Ascendi, resultante de una asociación entre Espírito Santo Concessões y Mota-Engil Concessões. En este nuevo vehículo societario se concentran los activo de los dos grupos en las áreas de concesiones y transporte. El 26 de mayo de 2008 el consejo de administración de Mota-Engil SGPS deliberó la constitución de una Comisión Ejecutiva, siendo nombrado presidente
Jorge Coelho.
El 5 de enero de 2011 Mota-Engil Engenharia e Construção SA es agraciado con el premio Nielsen Norman Group Design Award 2011 Intranet.

### Actividades en Paraguay
En abril de 2016, el ministro de Obras Públicas y Comunicaciones Ramón Jiménez Gaona y el representante de Mota-Engil, Víctor Gomes Alves, firmaron el contrato correspondiente a las obras civiles del metrobús "Pya'e Porã", un proyecto en convenio con los municipios de Asunción, Fernando de la Mora y San Lorenzo, para implementar un sistema de autobuses de tránsito rápido tipo BTR (o BRT, por sus siglas en inglés) en la región metropolitana de Asunción, específicamente sobre el eje Avda. Eusebio Ayala - Ruta 2 Mariscal Estigarribia, entre las tres ciudades.
Actualmente el proyecto se encuentra suspendido. Mota-Engil, ganadora de la licitación, decidió abandonar la obra por irregularidades en el cumplimiento del contrato, responsabilizando al Gobierno de Horacio Cartes por la falta de avance. El gerente del Metrobús, Óscar Stark indicó que se desembolsó a la empresa USD 21 millones, de los cuales USD 9 millones eran un anticipo. Solo se completó el 60 por ciento del Tramo III, y menos del 30% del paquete de trabajos que debía realizar Mota Engil.
Las obras iniciaron en enero del 2017, se previó culminar en diciembre de 2018, con plazo prorrogado. Solo 800 metros del tramo metrobús fueron habilitados.